# Нено Димов
Нено Ненов Димов е български учен, доктор по физика, политик. Депутат е в XL народно събрание (2005 – 2009) от ДСБ и министър на околната среда и водите (май 2017 – януари 2020) в третото правителство на Бойко Борисов, предложен от ВМРО-БНД.

## Биография
Роден е на 20 септември 1964 г. в София. Първоначално завършва 9-а френска езикова гимназия „Алфонс дьо Ламартин“, а след това математика в Софийския университет през 1991 г. През 1997 г. защитава дисертация по физика към БАН. От 1997 до 2001 г. е главен секретар на Министерството на околните среди и водите и заместник-министър на околната среда и водите. Между 1997 и 2000 г. е член на Управителния съвет на Европейската агенция по околната среда. Депутат в XL народно събрание от Демократи за силна България. Той е председател на Института за дясна политика. Носител е на Ордена на Кралство Швеция Officer First Class (2000 г.) за принос в процеса на европейска интеграция на Република България.
От 4 май 2017 г. е министър на околната среда и водите в третото правителство на Бойко Борисов по предложение на ВМРО. Активно отрича глобалните климатични промени, въпреки научния консенсус.
Арестуван на 9 януари 2020 г. по обвинение в умишлена безстопанственост във връзка с водната криза в Перник и оставен в ареста за 24 часа, а след това за още 72 часа с мотив, че може да повлияе на разследването, да извърши ново престъпление или да укрие доказателства. Нено Димов е първият арестуван действащ министър в историята на България след 1989 г. На 10 януари 2020 г. подава оставка, която е приета от министър-председателя Бойко Борисов.